# Немейска тънкотела маймуна
Немейската тънкотела маймуна (Pygathrix nemaeus) е вид бозайник от семейство Коткоподобни маймуни (Cercopithecidae). Видът е застрашен от изчезване.

## Разпространение и местообитание
Разпространен е във Виетнам, Камбоджа и Лаос.